# Maslama ben Abd al-Malik
Pour les articles homonymes, voir Maslama.
Maslama Ibn `Abd al-Malik (v. 685-738) (en arabe مسلمة بن عبد الملك) est connu comme commandant des armées arabes sous la dynastie omeyyade.

## Biographie
Il est né aux environs de 685 à Damas, fils du calife omeyyade `Abd al-Malik. On le décrit comme un homme très pieux. Il mena le jihad contre l'Empire byzantin. Cependant, parce que sa mère, Um-Walad, était une esclave, il ne fut pas désigné comme successeur du calife alors que quatre de ses demi-frères le furent (Al-Walid Ier (705-715), Sulayman (715-717), Yazîd II (720-724) et Hichâm (724-743). 
Il est surtout connu pour ses combats contre l'Empire byzantin et pour avoir mené, pendant deux ans, le siège de Constantinople nommé dans l'histoire « second siège de Constantinople par les Arabes ». 

## Opérations militaires

### Règne d'Al-Walid ben `Abd al-Malik
Maslama vainc les byzantins à Tyana (actuellement Kemerhisar dans la province de Niğde en Turquie) en 707 et met la ville à sac.
Il prend la forteresse d'Amorium (à 12 km d'Emirdağ) en 708, donnant ainsi l'accès à l'Anatolie centrale aux Arabes.
Il fait des incursions en Isaurie en 709.
Il termine la conquête de Mélitène, met à sac Amasya et Mistia (près du lac de Beysehir) et passe l'hiver 711/712 à Mistia.
Il prend possession d'Antioche de Pisidie (Yalvaç) en 712, la ville détruite ne s'en étant jamais relevée. Il poursuit vers la Galatie l'empereur Anastase II ; ce dernier essaie de traiter avec le calife Al-Walid, qui refuse. Les arabes préparent alors une flotte pour s'attaquer directement à Constantinople. Anastase se prépare à résister, il accumule des vivres pour trois ans de siège, et relève les défenses de la ville.

### Règne de Sulayman ben `Abd al-Malik
En 717 Maslama transfère une partie de son armée sur la rive européenne du Bosphore, il attaque Constantinople à la fois sur mer et sur terre. La flotte arabe ne parvient pas à faire le blocus de la ville à cause de la flotte byzantine. Maslama demande un renforcement de la flotte arabe.

### Règne de `Umar ben `Abd al-Azîz
En 718 deux flottes arabes le renforcent, 400 navires venant d'Égypte et 300 venant de Tunisie. Une partie de la flotte venant d'Égypte ayant des équipages chrétiens détruit les vivres et déserte. Des troupes viennent en renfort depuis l'Anatolie. Elles sont prises en embuscade à Nicomédie tandis que ses lieutenants sont battus par les Bulgares, alliés des Byzantins, à la bataille d'Andrinople. Les troupes arabes affamées finissent par se replier en Anatolie. La flotte est en partie détruite par une tempête dans la mer de Marmara. Maslama est démis de ses fonctions.

### Règne de Yazîd ben `Abd al-Malik
En 720 Maslama est nommé gouverneur de Bassora, de Koufa et du Khorasan. Il tue son prédécesseur, Yazîd ben al-Muhallab qui avait été nommé par `Umar et désigné comme rebelle par le calife Yazîd II.

### Règne de Hichâm ben `Abd al-Malik
À la suite de la défaite de Al-Jarrah al-Hakami contre les Khazars à la bataille de Marj Ardabil, ou Bataille d'Ardabil, qui eut lieu dans les plaines aux alentours d'Ardabil, et de la mort au combat d'Al-Jarrah al-Hakami, le calife Hichâm ben `Abd al-Malik nomma un nouveau gouverneur de l'Arménie, Sa`îd ben `Amr al-Harachî. Celui-ci mena quelques campagnes amenant surtout du butin.
Le calife releva Al-Harachî de ses fonctions et nomma Maslama à sa place (731).
Il reprend le terrain occupé par les Khazars. Tombé en disgrâce il est remplacé dans ses fonctions de gouverneur de l'Arménie par Marwan ben Muhammad et rentre à Damas (732).
Il meurt dans le village levantin d'Al-Hanout (ar) en 738 et est enterré un peu plus loin, à Qinnasrīn. 

## Relations avec les ouléma
Maslama prêtait un intérêt particulier aux sciences religieuses et faisait preuve de révérence, de respect et d'amour à l'égard de ceux qui les transmettaient, prenant régulièrement de leurs nouvelles et les couvrant de cadeaux. Appréciant leur compagnie, il aimait s'asseoir dans des assemblées de science et entretenait d'étroits rapports avec plusieurs juristes (fouqaha), traditionnistes (mouhaddithine) et exégètes (moufassirine) de son temps, en particulier Al-Hassan al-Basrî. 

« Comment peuvent s'égarer des gens qui comptent parmi eux un homme comme Al-H̲asan... »

— Maslamah Ibn `Abd Al-Malik

Avant de mener une expédition militaire, Maslama veillait à s'entourer d'érudits musulmans (ouléma) capables de régler les problématiques auxquelles son armée pourrait être confrontée. Khalid ibn Ma'dan (ar), Moudjahid ibn Jabr et Abdoullah ibn Zakariya al-Khouza'i (ar) ont tous participé au siège de Constantinople à ses côtés. 